# Cleonice callida
Cleonice callida är en tvåvingeart som först beskrevs av Johann Wilhelm Meigen 1824.  Cleonice callida ingår i släktet Cleonice och familjen parasitflugor. Arten är reproducerande i Sverige. Inga underarter finns listade i Catalogue of Life.